# Suràjevka
Suràjevka (en rus: Суражевка) és un poble del krai de Primórie, a l'Extrem Orient de Rússia, que en el cens del 2010 tenia 1.944 habitants.